# Phoenix Hagen
O Phoenix Hagen é um clube profissional alemão que atualmente disputa a 2.Bundesliga ProA. Sua sede está na cidade de Hagen, Estado de Renânia do Norte-Vestfália e sua arena é a Ischenlandhalle com 3.145 lugares.